# Ørslev Sogn (Vordingborg Kommune)
 For alternative betydninger, se Ørslev Sogn. (Se også artikler, som begynder med Ørslev Sogn)
Ørslev Sogn er et sogn i Stege-Vordingborg Provsti (Roskilde Stift).
I 1800-tallet var Ørslev Sogn anneks til Udby Sogn. Begge sogne hørte til Bårse Herred i Præstø Amt. Trods annekteringen dannede hvert sogn sin egen sognekommune. Ørslev blev ved kommunalreformen i 1970 indlemmet i Vordingborg Kommune.
I Ørslev Sogn ligger Ørslev Kirke.
I sognet findes følgende autoriserede stednavne:
- Ellerød (bebyggelse)
- Fæby (bebyggelse, ejerlav)
- Græsbjerg (bebyggelse, ejerlav)
- Troldbjerg Skov (bebyggelse)
- Ørslev (bebyggelse, ejerlav)
- Ørslev Bom (bebyggelse)
- Ørslev Kohave (bebyggelse)
- Ørslev Lillevang (bebyggelse)
- Ørslev Maglebjerg (bebyggelse)
- Ørslevfrage (bebyggelse)
- Ørslev-Stensved (bebyggelse)